# 马尔蒂纳莫尔
马尔蒂纳莫尔，是西班牙卡斯蒂利亚-莱昂萨拉曼卡省的一个市镇。 总面积24平方公里，总人口75人（2001年），人口密度3人/平方公里。